# ATP Volvo International 1987
Il Volvo International 1987 è stato un torneo di tennis giocato sul cemento del Stratton Mountain Resort di Stratton Mountain negli Stati Uniti. Il torneo fa parte del Nabisco Grand Prix 1987. Si è giocato dal 3 al 10 agosto 1987.

## Campioni

### Singolare maschile
Il torneo di singolare non è terminato ed in finale sono arrivati:  Ivan Lendl e  John McEnroe. In realtà, la finale fu giocata, ma fu sospesa per pioggia. McEnroe si aggiudicó il primo set per 76. Nel secondo Lendl conduceva 41, quando la pioggia interruppe il match, che non fu più ripreso.

### Doppio maschile
Il torneo di doppio non è terminato ed in finale sono arrivati:  Paul Annacone /  Christo van Rensburg vs.  Ken Flach /  Robert Seguso